# Thaumatovalva
Thaumatovalva is een geslacht van vlinders uit de familie bladrollers (Tortricidae). De wetenschappelijke naam van het geslacht is voor het eerst geldig gepubliceerd in 2014 door Alicia E. Timm & John W. Brown.
De typesoort van het geslacht is Thaumatovalva albolineana Timm & Brown, 2014

## Soorten
- Thaumatovalva albolineana
- Thaumatovalva deprinsorum
- Thaumatovalva limbata
- Thaumatovalva spinai